# 何春 (1965年)
何春（1965年—），女，拉祜族，中华人民共和国政治人物、第十一届全国政协委员。
担任云南省普洱市澜沧县副县长。2008年，当选第十一届全国政协委员，代表少数民族界，分入第五十组。2018年1月，当选第十三届全国政协委员。